# Nicola Griffith

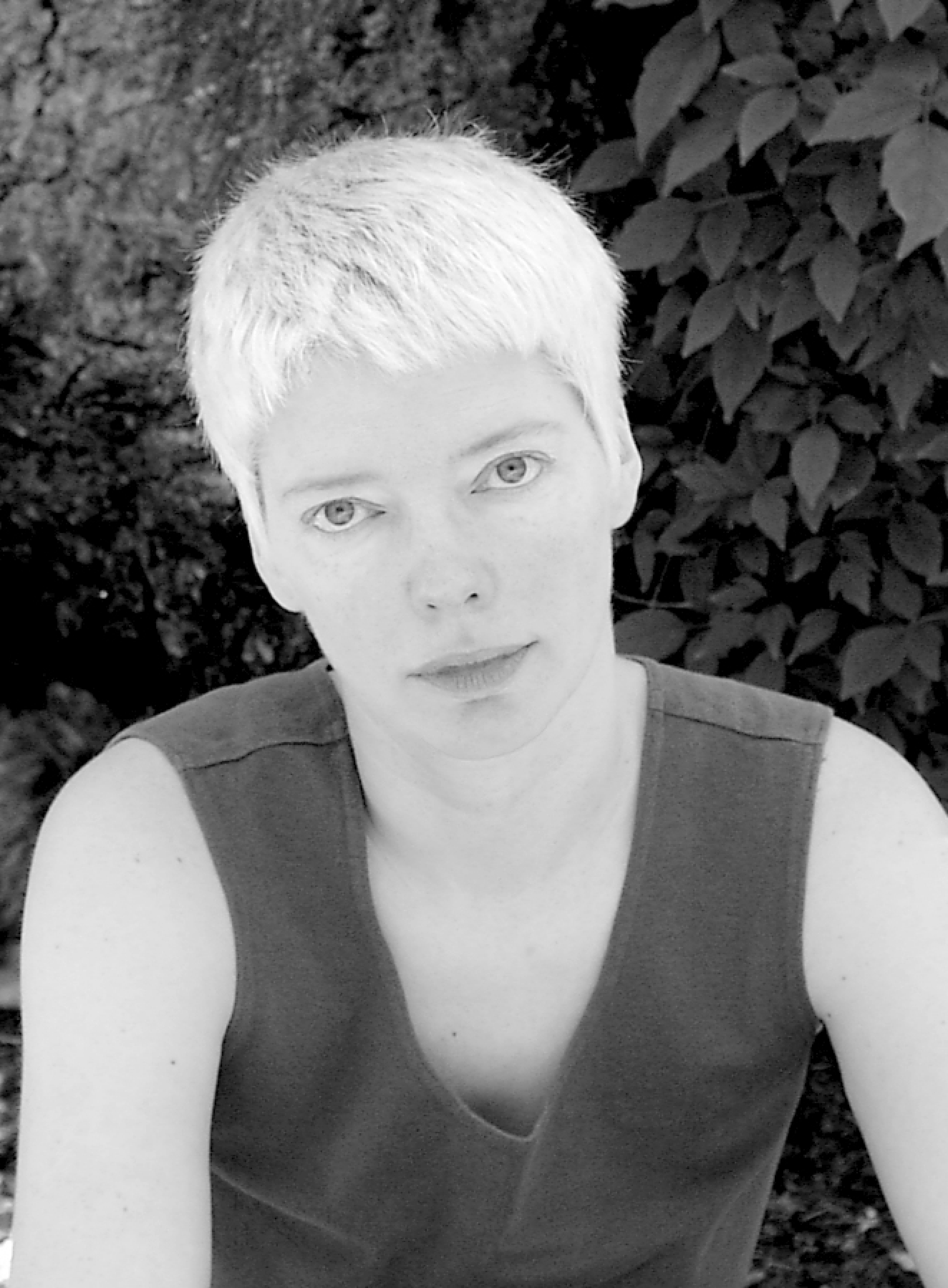
Nicola Griffith

Nicola Griffith (* 30. September 1960 in Yorkshire) ist eine britische Autorin.

## Leben
Griffith wuchs in Yorkshire, England, in einer Familie mit fünf Mädchen auf.
Nach ihrer Schulzeit studierte Griffith an der Michigan State University im Clarion Science Fiction Writers’ Workshop. 1993 erkrankte sie an Multipler Sklerose. Sie ist verheiratet mit der Autorin Kelley Eskridge und lebt in Seattle, Vereinigte Staaten.
Griffith verfasste mehrere Bücher im Bereich Science-Fiction, in denen sie unter anderem LGBT-Themen aufgriff. Ihr erster 1993 veröffentlichte Roman war Ammonite, für den sie den James Tiptree, Jr. Award und den  Lambda Literary Award erhielt. Ihr zweiter 1994 veröffentlichter Roman war Slow River, für den sie den Nebula Award und einen weiteren Lambda Literary Award bekam.
Gemeinsam mit dem Autor Stephen Pagel veröffentlichte sie die aus drei Bänden bestehende Anthologie Bending the Landscape: Fantasy (1997) für die sie 1998 den World Fantasy Award erhielt, Bending the Landscape: Science Fiction (1998) und Bending the Landscape: Horror (2001).
Des Weiteren schrieb sie die Kriminalromane The Blue Place (1998), Stay (2002) und Always (2007) sowie 2004 eine Sammlung von Geschichten unter dem Titel With Her Body. Für ihr Werk And Now We Are Going to Have a Party: Liner Notes to a Writer's Early Life erhielt sie einen weiteren Lambda Literary Award.

## Bibliografie
Romane
- Ammonite (1992)
  - Deutsch: Ammonit. 1997, ISBN 3-453-11909-6.
- Slow River (1995)
  - Deutsch: Untiefen. 1999, ISBN 3-453-14914-9.
- The Blue Place (1998)
  - Deutsch: Kalt wie Eis. 2000, ISBN 3-426-61324-7.
- Stay (2002)
- Always (2007)
- Hild (2013)
- So lucky (2018)
- Spear. St. Martin’s Press, New York 2022, ISBN 978-1-250-81932-1.

Sachbuch
- And Now We Are Going to Have a Party: Liner Notes to a Writer's Early Life (2007)

Anthologien
- Bending the Landscape: Fantasy (1997, mit Stephen Pagel)
- Bending the Landscape: Science Fiction (1998, mit Stephen Pagel)
- Bending the Landscape: Horror (2001, mit Stephen Pagel)

Kurzgeschichtensammlung
- With Her Body (2004)

Kurzgeschichten
- An Other Winter's Tale (1987)
- Mirrors and Burnstone (1988)
- The Other (1989)
- We Have Met the Alien (1990)
- The Voyage South (1990)
- Down the Path of the Sun (1990)
- Song of Bullfrogs, Cry of Geese (1991)
  - Deutsch: Der Gesang der Ochsenfrösche – Der Schrei der Wildgänse. 1995.
- Wearing My Skin (1991)
- Touching Fire (1993)
- Yaguara (1994)
  - Deutsch: Yaguara. 1996.
- A Troll Story (2000)
- With Her Body (2004)
- It Takes Two (2009)
- Cold Wind (2014)

## Auszeichnungen
- 1993: Lambda Literary Award für den Roman Ammonite
- 1993: James Tiptree, Jr. Award für den Roman Ammonite
- 1997: Nebula Award für den Roman Slow River
- 1997: Lambda Literary Award für den Roman Slow River
- 1998: Lambda Literary Award für die Anthologie Bending the Landscape: Fantasy
- 1998: World Fantasy Award für Bending the Landscape: Fantasy
- 1998: Gaylactic Spectrum Award für Bending the Landscape: Science Fiction zusammen mit Stephen Pagel
- 1999: Lambda Literary Award für den Roman The Blue Place (Kategorie: Lesbian mystery) und zusammen mit Stephen Pagel für Bending the Landscape: Science Fiction  (Kategorie: Science Fiction / Fantasy)
- 1999: Gaylactic Spectrum Award für Bending the Landscape: Science Fiction zusammen mit Stephen Pagel
- 1999: Gaylactic Spectrum Award (Hall of Fame) für den Roman Slow River
- 2002: Gaylactic Spectrum Award für Bending the Landscape: Horror zusammen mit Stephen Pagel
- 2008: Lambda Literary Award für And Now We Are Going to Have a Party (Kategorie: Women’s Memoir/Biography)
- 2008: Premio Italia für die italienische Übersetzung des Romans Ammonite
- 2009: Alice B. Award
- 2013: Dr. James Duggins Mid-Career Novelist Prize bei den Lambda Literary Awards